# Campionato mondiale militare di scherma 1961
Il Campionato mondiale militare di scherma del 1961 ("1961 World Military Fencing Championships") è stato organizzato dalla Federazione internazionale della scherma e si è svolto a Breda in Paesi Bassi dal 7 al 14 agosto.
Nel fioretto, si è aggiudicato il titolo di campione mondiale militare il francese Claude Bourquard, che ha battuto in finale l'egiziano Mohamed Gamil El-Kalyoubi.
Nella spada l'austriaco Hubert Polzhuber ha battuto in finale lo svedese Berndt-Otto Rehbinder, ottenendo il titolo mondiale militare maschile.
Nella sciabola il francese Claude Arabo prevale sul belga Marcel Van Der Auwera.
Nel campionato mondiale militare a squadre maschili, la nazionale francese ha prevalso nella finale del fioretto contro l'Egitto, mentre la nazionale svedese ha vinto nella spada contro la formazione francese, ed infine la nazionale belga ha avuto la meglio sulla compagine francese nella sciabola.

## Podi

### Uomini
| Specialità  | Oro                                                                   | Argento                                                            | Bronzo                                                        |
| Individuali |                                                                       |                                                                    |                                                               |
| Fioretto    | Claude Bourquard                                                      | Mohamed Gamil El-Kalyoubi                                          | Ahmed El-Hamy El-Husseini                                     |
| Spada       | Hubert Polzhuber                                                      | Berndt-Otto Rehbinder                                              | Claude Bourquard                                              |
| Sciabola    | Claude Arabo                                                          | Marcel Van Der Auwera                                              | Josef Wanetschek                                              |
| A squadre   |                                                                       |                                                                    |                                                               |
| Fioretto    | Francia Claude Bourquard J.F. Hennique Martin -                       | Egitto Ahmed El-Hamy El-Husseini Mohamed Gamil El-Kalyoubi Yawer - | Paesi Bassi Hogervorst Kars Mandl -                           |
| Spada       | Svezia Carl-Wilhelm Engdahl Lennart Magnusson Berndt-Otto Rehbinder - | Francia Claude Bourquard Guichard Guillez -                        | Austria Udo Birnbaum Hubert Polzhuber Rudolf Trost -          |
| Sciabola    | Belgio Roger Petit Jose Van Baelen Marcel Van Der Auwera -            | Francia Claude Arabo André Sagot Wagebaert -                       | Italia Alberto Bongianni Carlo Alberto Picchi Michele Resse - |

## Medagliere
| Pos.   | Nazione     | Oro | Argento | Bronzo | Totale |
| ------ | ----------- | --- | ------- | ------ | ------ |
| 1      | Francia     | 3   | 2       | 1      | 6      |
| 2      | Belgio      | 1   | 1       | 0      | 2      |
| 2      | Svezia      | 1   | 1       | 0      | 2      |
| 4      | Austria     | 1   | 0       | 2      | 3      |
| 5      | Egitto      | 0   | 2       | 1      | 3      |
| 6      | Italia      | 0   | 0       | 1      | 1      |
| 6      | Paesi Bassi | 0   | 0       | 1      | 1      |
| Totale | Totale      | 6   | 6       | 6      | 18     |